# Montagne (Żyronda)
Montagne – miejscowość i gmina we Francji, w regionie Nowa Akwitania, w departamencie Żyronda.
Według danych na rok 1990 gminę zamieszkiwały 1802 osoby, a gęstość zaludnienia wynosiła 68 osób/km² (wśród 2290 gmin Akwitanii Montagne plasuje się na 234. miejscu pod względem liczby ludności, natomiast pod względem powierzchni na miejscu 338.).